# 沙利文冰原島峰 (麥克羅伯特森地)
70°52′S 65°33′E / 70.867°S 65.550°E
沙利文冰原島峰（英語：Sullivan Nunataks）是南極洲的冰原島峰，位於麥克羅伯特森地，屬於查爾斯王子山脈中阿拉米斯山脈的一部分，根據澳大利亞探險隊拍攝的空中照片繪入地圖，現時由南極條約體系管理。